# Forêt de Pontcallec
 (novembre 2020).
Si vous disposez d'ouvrages ou d'articles de référence ou si vous connaissez des sites web de qualité traitant du thème abordé ici, merci de compléter l'article en donnant les références utiles à sa vérifiabilité et en les liant à la section « Notes et références ».
La forêt domaniale de Pontcallec est située sur la commune de Berné, dans le département du Morbihan.

## Généralités

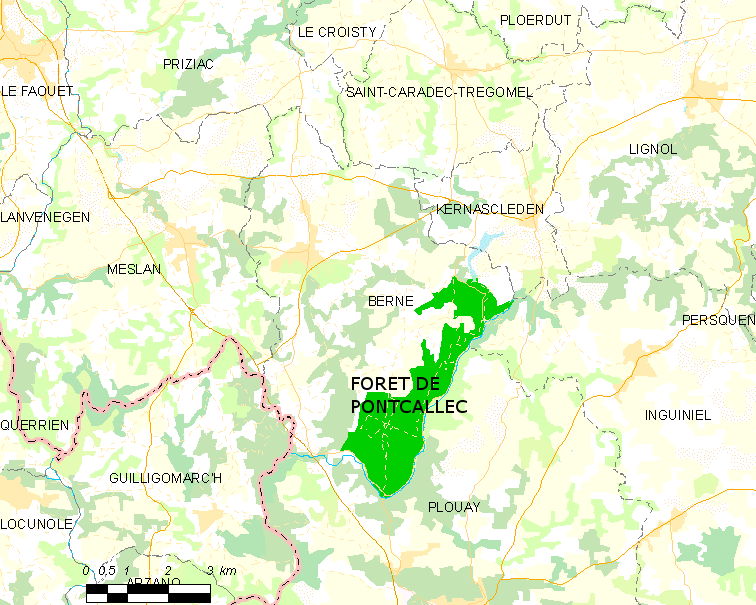
carte de la forêt de Pontcallec

D'une superficie totale de 541,72 hectares, elle occupe un plateau et des coteaux situées sur la rive droite de la rivière le Scorff. Le climat y est de type océanique tempéré. Le sol, assis sur du granite, est dans l'ensemble acide et peu profond, ce qui le rend assez pauvre. La forêt est peuplée essentiellement de chênes pédonculés, de hêtres et de châtaigniers. Le sapin de Douglas et l'épicéa de Sitka ont été plantés sur les sols les plus pauvres.

## Histoire
Des Chouans se cachèrent dans la forêt de Pontcallec pendant la Révolution française, faisant à partir de là des coups de mains, par exemple l'assassinat du curé constitutionnel de Guilligomarc'h le 23 novembre 1794. Les soldats républicains n'osaient guère s'y aventurer.
La forêt, autrefois propriété du marquisat de Pontcallec, est devenue domaniale en 1963 après avoir été vendue en 1956 aux Houillères de Lorraine par le sixième duc de Lorges (Paul Louis Robert Marie de Durfort-Civrac) et est gérée par l'Office national des forêts depuis 1966. Exploitée en taillis au XIXe siècle pour approvisionner en bois les forges voisines, la forêt fut ruinée du fait des prélèvements excessifs de bois. Le massif forestier est maintenant affecté à la production raisonnée de bois et à la protection des paysages.

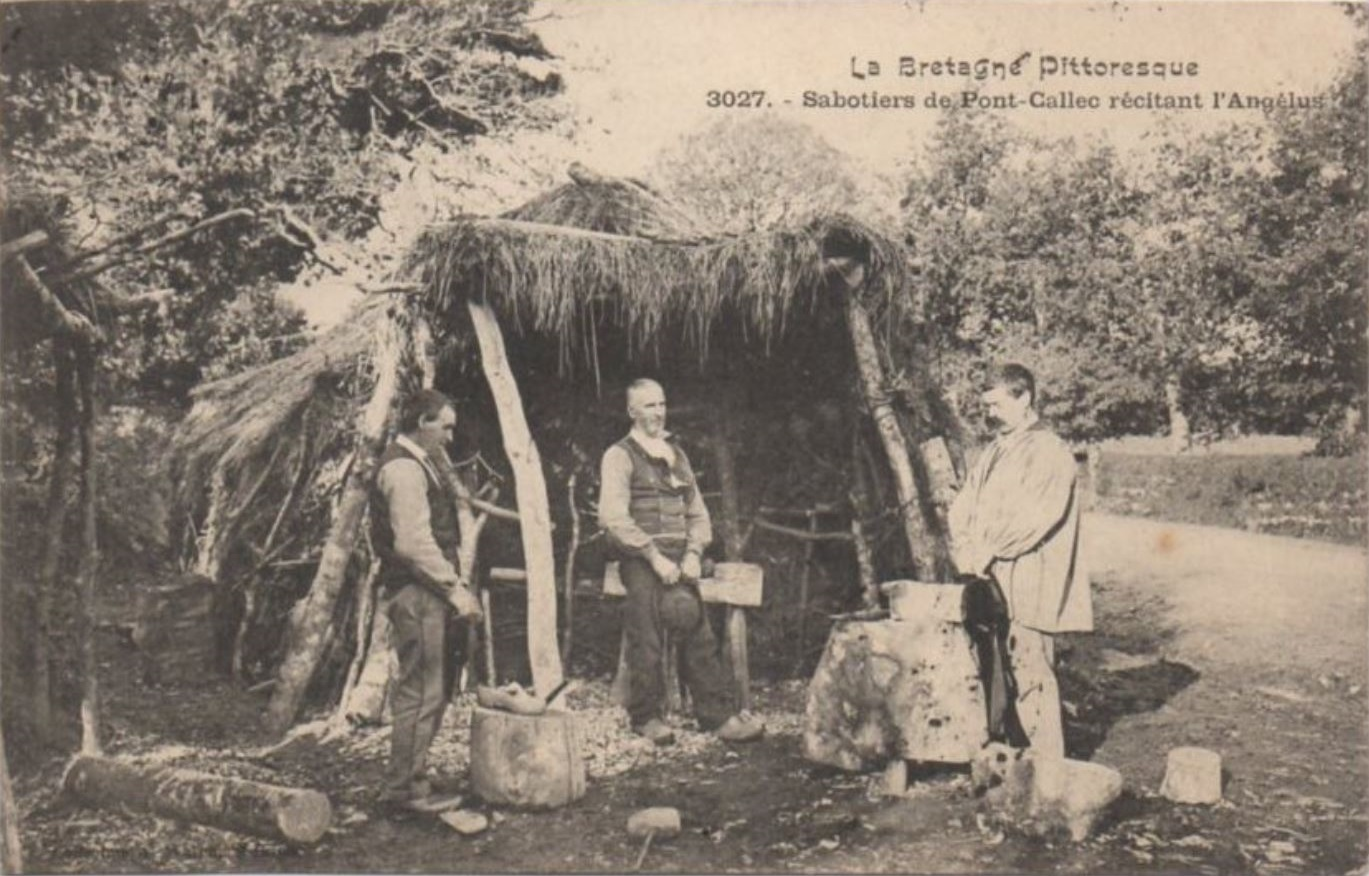
Sabotiers de la forêt de Pontcallec récitant l'Angélus (carte postale du début du XXe siècle). Les sabotiers habitaient dans des habitations temporaires appelées lojou en breton (singulier loj).

La forêt de Pontcallec et ses abords abritèrent jusqu'à la fin du XIXe siècle, une importante population de sabotiers et de charbonniers qui vivaient dans des huttes et exploitaient les ressources forestières.

## Faune et flore
La forêt de Pontcallec est un site du réseau Natura 2000, classé en aire de gestion des habitats ou des espèces (catégorie UICN IV). Elle forme avec la rivière le Scorff et avec la rivière la Sarre, un affluent du Blavet dont la vallée est située environ 20 km à l'est, une aire protégée d'une superficie de 2 149 ha[réf. nécessaire].

## Lieu remarquable

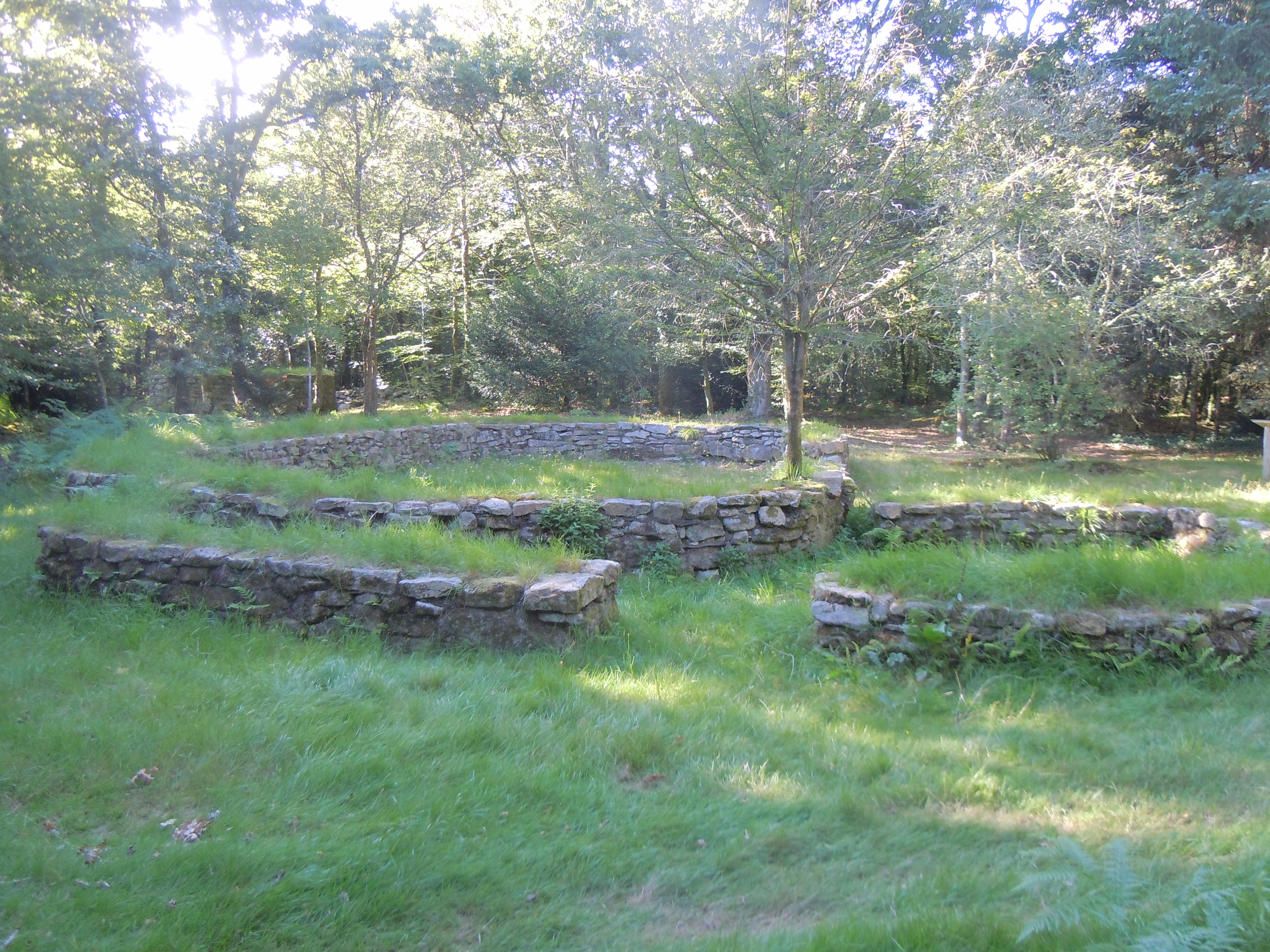
village archéologique de Pontcallec

Le village archéologique de Pontcallec, situé au cœur du massif forestier, atteste d'une présence humaine et d'une exploitation des ressources forestières remontant au moins au Ier siècle av. J.-C. Des traces d'activité agricole ont également été mis en évidence (enclos pour l'élevage, meules pour moudre le grain). Le site semble avoir été entièrement abandonné au début du XIXe siècle après avoir connu plusieurs phases d'occupation : une première phase datant des premiers temps de l'occupation gallo-romaine (découverte de fragments de Vénus, jattes et écuelles en terre cuite) et une seconde phase au Moyen-Âge avec une extension maximale au XVIe siècle. Les habitations, plutôt sommaires, étaient constituées de simples murets de pierres sèches surmontées d'une charpente très haute recouverte de végétaux. Les vestiges de cinq autres villages ont été mis au jour dans la forêt.